# Norrby socken
Norrby socken i Uppland ingick i Simtuna härad, ingår sedan 1971 i Sala kommun i Västmanlands län och motsvarar från 2016 Norrby distrikt.
Socknens areal är 98,70 kvadratkilometer, varav 98,33 land. År 2000 fanns här 825 invånare. Sockenkyrkan Norrby kyrka ligger i socknen. 

## Administrativ historik
Norrby socken omtalas i skriftliga handlingar första gången 1314 ('De Norby').
Vid kommunreformen 1862 övergick socknens ansvar för de kyrkliga frågorna till Norrby församling och för de borgerliga frågorna till Norrby landskommun. Landskommunens inkorporerades 1952 i Tärna landskommun som 1971 uppgick i Sala kommun.
1 januari 2016 inrättades distriktet Norrby, med samma omfattning som församlingen hade 1999/2000.  
Socknen har tillhört län, fögderier, tingslag och domsagor enligt vad som beskrivs i artikeln Simtuna härad.  De indelta soldaterna tillhörde Västmanlands regemente, Väsby kompani.

## Geografi
Norrby socken ligger närmast öster om Sala med Sagån i väster. Socknen är en slättbygd med skogsbygd i öster.
Byarna Isätra, Kärrbäck, Härsta och Varmsätra ligger i socknen.

## Fornlämningar
Lösfynd och några boplatser från stenåldern är funna. Från järnåldern finns gravar.

## Namnet
Namnet (1345 Norby) kommer från prästgården och innehåller norr och by, 'gård; by'. Strax söder om kyrkbyn ligger Sörby.
.